# فسيفساء (رياضيات)

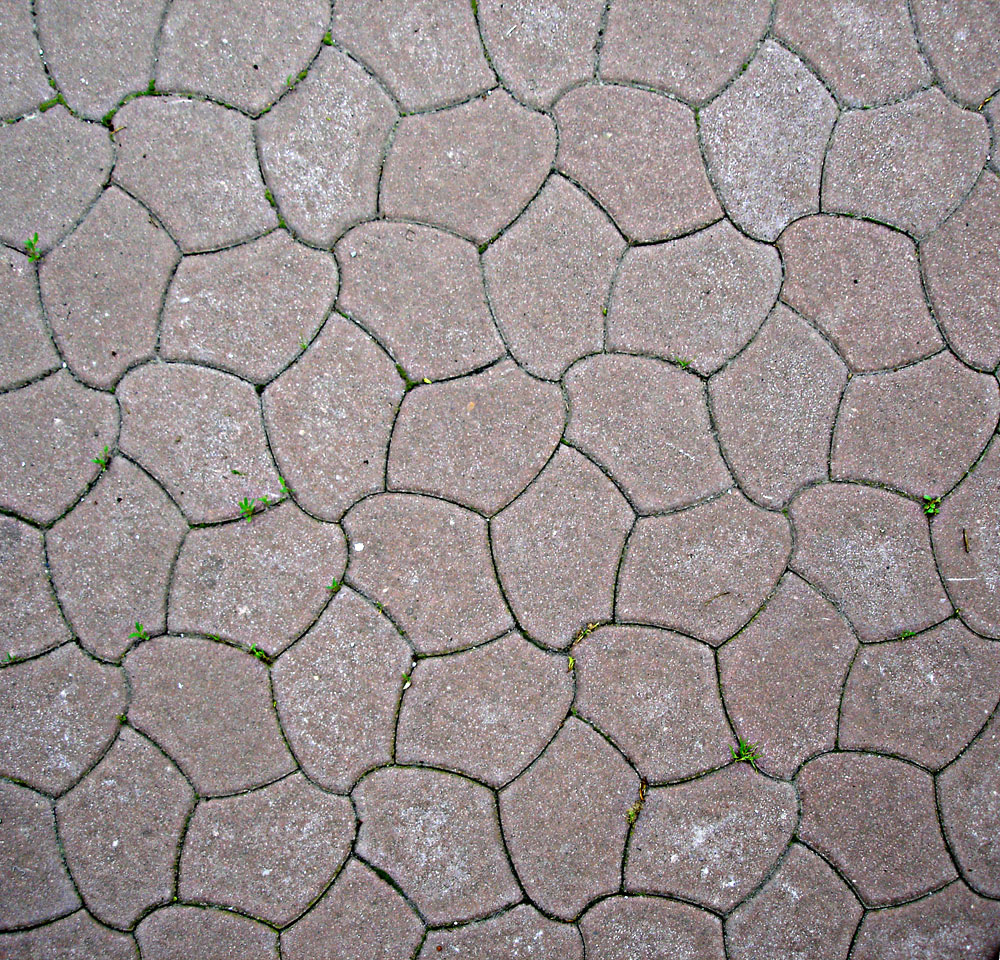
A tessellated plane seen in street pavement.

في الرياضيات، الفسيفساء (بالإنجليزية: tessellation) أو التبليط (بالإنجليزية: tiling) لمستوى هو مجموعة أشكال مستوية تملأ المستوى المعني بدون ثغرات ودون تداخلات. الفسيفساء أيضا يمكن اعتبارها أجزاء من مستوى أو سطوح أخرى. يقوم بعض الرياضيين بتعميم قضايا التبليط والفسيفساء الرياضية إلى أبعاد أعلى. قضايا التبليط كثيرا ما تظهر في فن إيشر. لكنها تاريخيا يمكن أن تظهر في تاريخ الفنون من العمارة القديمة إلى الفنون الحديثة.
باللغة اللاتينية : tessella تعبر عن قطعة مكعبة صغيرة من الغضار clay، حجار أو قطع زجاجية. تسيلا أساسا تعني «القطع الصغيرة». ترتبط دوما بمصطلح التبليط tiling وهو تطبيق وملأ مساحة معينة ببلاطات أو فسيفساء صغيرة أو كبيرة.

## معرض صور

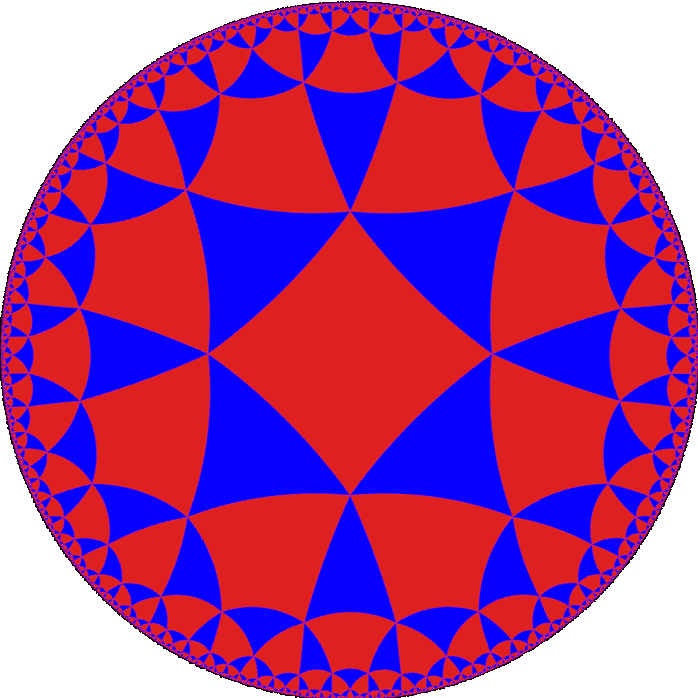
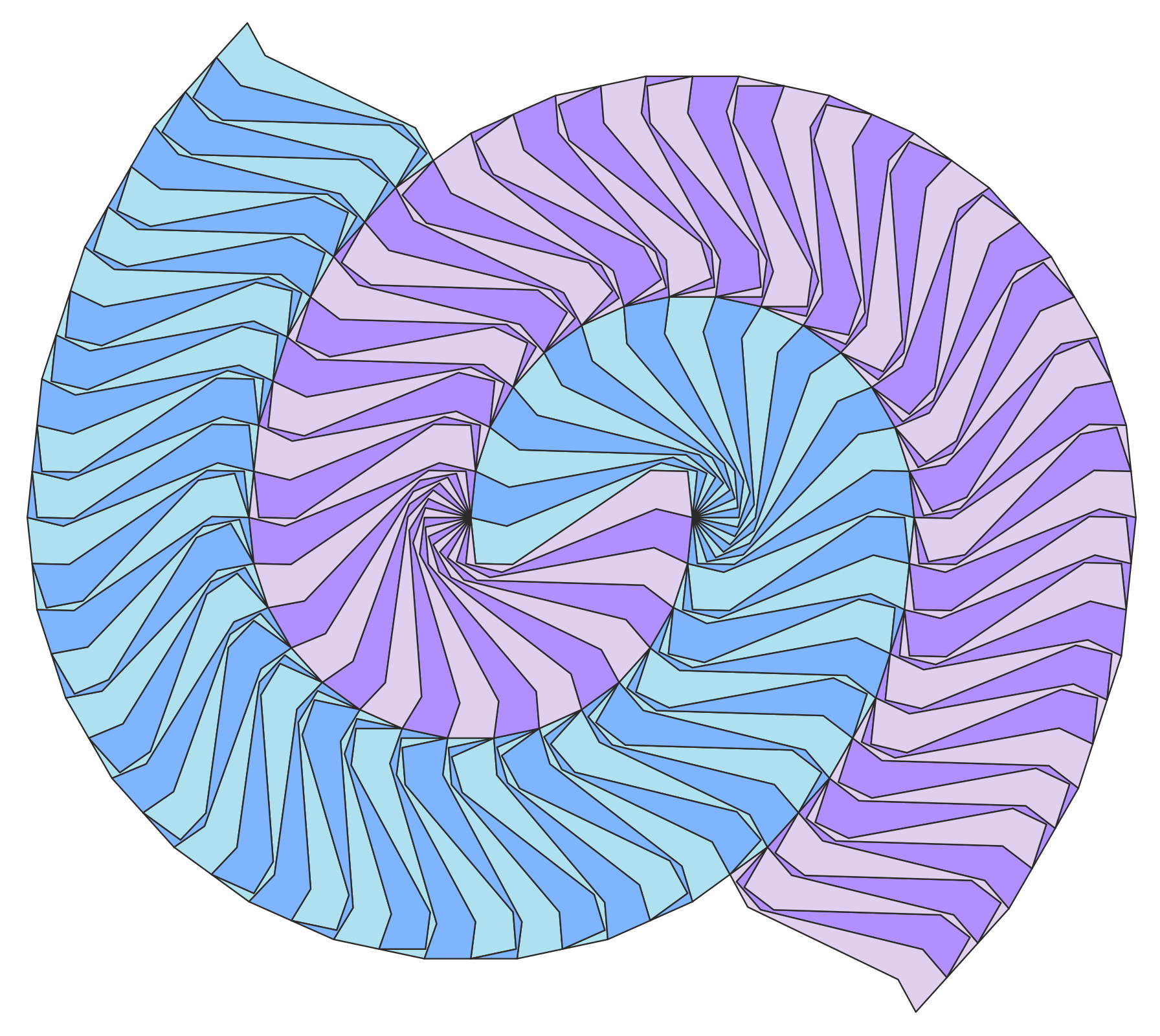
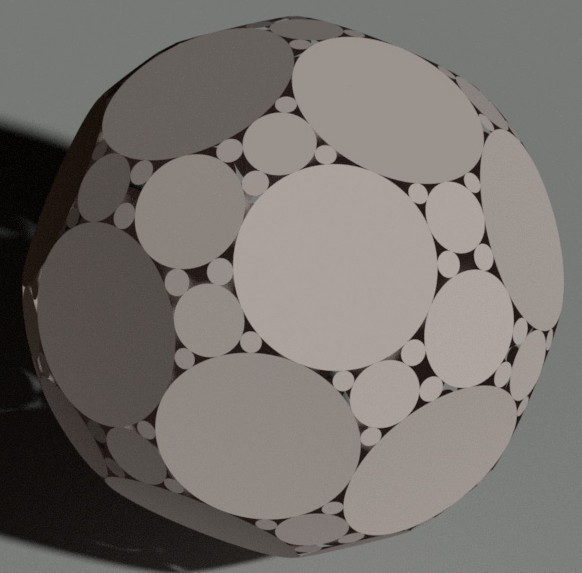
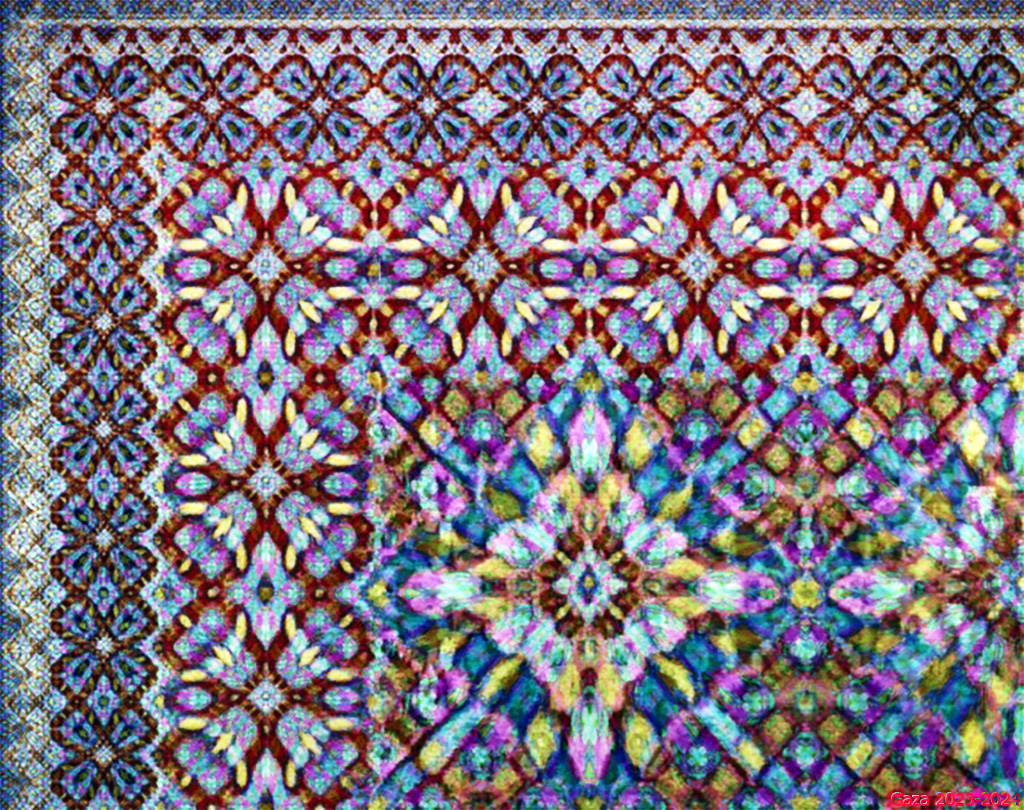
الفسيفساء الهندسية تشير الى طرق تبليط المستوى بأشكال متكررة بدون ثغرات وتداخلات
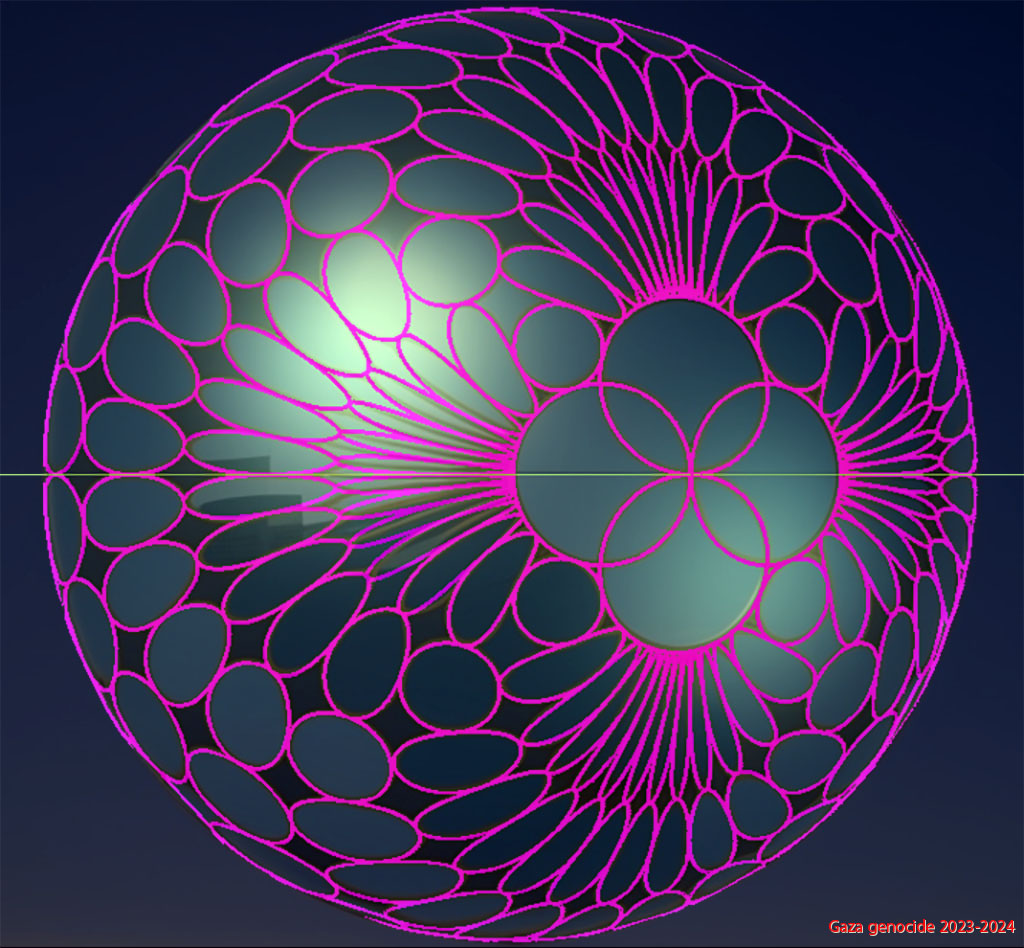
سلاسل على سطح كروي من المنحنيات الرباعية (Quartic) المتماسة فيما بينها

## مواقع خارجية
- K-12 Tessellation Lesson
- 2D Puzzles generated using a tessellation of the plane
- Tessellation Video على يوتيوب
- Math Forum Tessellation Tutorials - make your own
- Mathematical Art of M. C. Escher - tessellations in art
- The 14 Different Types of Convex Pentagons that Tile the Plane
- Tiling Plane & Fancy at Southern Polytechnic State University
- Grotesque Geometry, Andrew Crompton
- Tessellations.org - many examples and do it yourself tutorials
- Tessellation.info A database with over 500 tessellations categorized by artist and depicted subjects نسخة محفوظة 16 مارس 2020 على موقع واي باك مشين.
- Minesweeper Variants - A Minesweeper game using different tessellation patterns
- Semiregular pattern نسخة محفوظة 26 ديسمبر 2010 على موقع واي باك مشين. - This pattern can describe a collapsing cylinder
- Hyperbolic Tessellations, David E. Joyce, جامعة كلارك